# Vete Katten
Vete Katten (en suec: Vés-Katten) és una clàssica rebosteria i confiteria sueca.
Funda el 20 de gener de 1929 per Ester Nordhammar.Ella tenia 42 anys experiència en pastissos i pastissos típics. En aquesta època no era comú dones en negocis. El lloc és famós per la seva clàssica rebosteria tant sueca com escandinava, on es poden gaudir els pastissos i dolços més tradicionals. El 1979 Vés Katten va ser venuda a Agneta i Osten Brolin i després al mestre pastisser Johan Sandelin. En tot Suècia hi ha altres botigues més petites en Åhléns, l'estació central d'Estocolm, l'Hospital Karolinska, l'Hotel Continental i Galeria a Estocolm.
La pastisseria té el Premi pel Mèrit Gastronòmic.
El 2003 i 2005 la cafeteria va publicar llibres amb els seus principals receptes de melmelades, pans, galetes i coques.